# Седжфилд (ЮАР)
Седжфилд (англ. Sedgefield) — город в районном муниципалитете Гарден-Рут Западно-Капской провинции ЮАР. Входит в состав местного муниципалитета Найсна.

## Население
По данным переписи 2011 года, численность населения города составляла 8 286 человек. При площади города 7,85 кв. км, плотность населения — 1 005,24 чел. на кв. км. Количество домохозяйств — 3 120, плотность домохозяйств — 397,34 на кв. км. Половой состав: женщины — 51%, мужчины — 49%. Группы населения: белые южноафриканцы — 43%, цветные Южной Африки — 29%, народы банту Южной Африки — 25%. Родные языки: африкаанс — 49%, английский — 27%, коса — 18%.